# Antal Újváry
Antal Újváry, madžarski rokometaš, * 16. marec 1907, † 1967.
Leta 1936 je na poletnih olimpijskih igrah v Berlinu v sestavi madžarske rokometne reprezentance osvojil četrto mesto.